# Cuando los dinosaurios dominaban la tierra
When Dinosaurs Ruled the Earth es una película de ciencia ficción de 1970, dirigida por Val Guest.
Fue la tercera película de la serie de Hammer Films protagonizada por "mujeres de las cavernas": la precedieron One Million Years B.C. (1966) y Slave Girls (1968), y la serie finalizó con Creatures the World Forgot (1971).
Como ocurre con muchas películas ambientadas en épocas pasadas, por citar algunos ejemplos Cromwell (Cromwell, 1970), One Million Years B.C. (One million years B.C, 1960), Braveheart (Braveheart, 1995), El patriota (The Patriot, 2000), U-571 (U-571, 2000), Pearl Harbor (Pearl Harbor, 2001) y 10 000 a. C. (10,000 BC, 2008), carece de rigor histórico; también, como son el caso de la original y el de Cuando los dinosaurios dominaban la tierra, carece además de rigor científico: se presenta a la humanidad primitiva como contemporánea de los dinosaurios. En un comentario hecho para la edición en DVD de la película de 1933 King Kong, Ray Harryhausen, responsable mediante la técnica del paso de manivela de la animación de las figuras que representan a las bestias en aquella película y en ésta, señalaba que no se había hecho King Kong para los "profesores", que tal vez no acudieran a ver películas de ese tipo. Estas películas son de entretenimiento y, si bien tienen un valor educativo, no hay que esperar realismo en cuanto a la descripción de las circunstancias en las que se desarrollan las aventuras narradas, ni en cuanto a la contemporaneidad en la vida real de los distintos elementos concurrentes en la ficción.

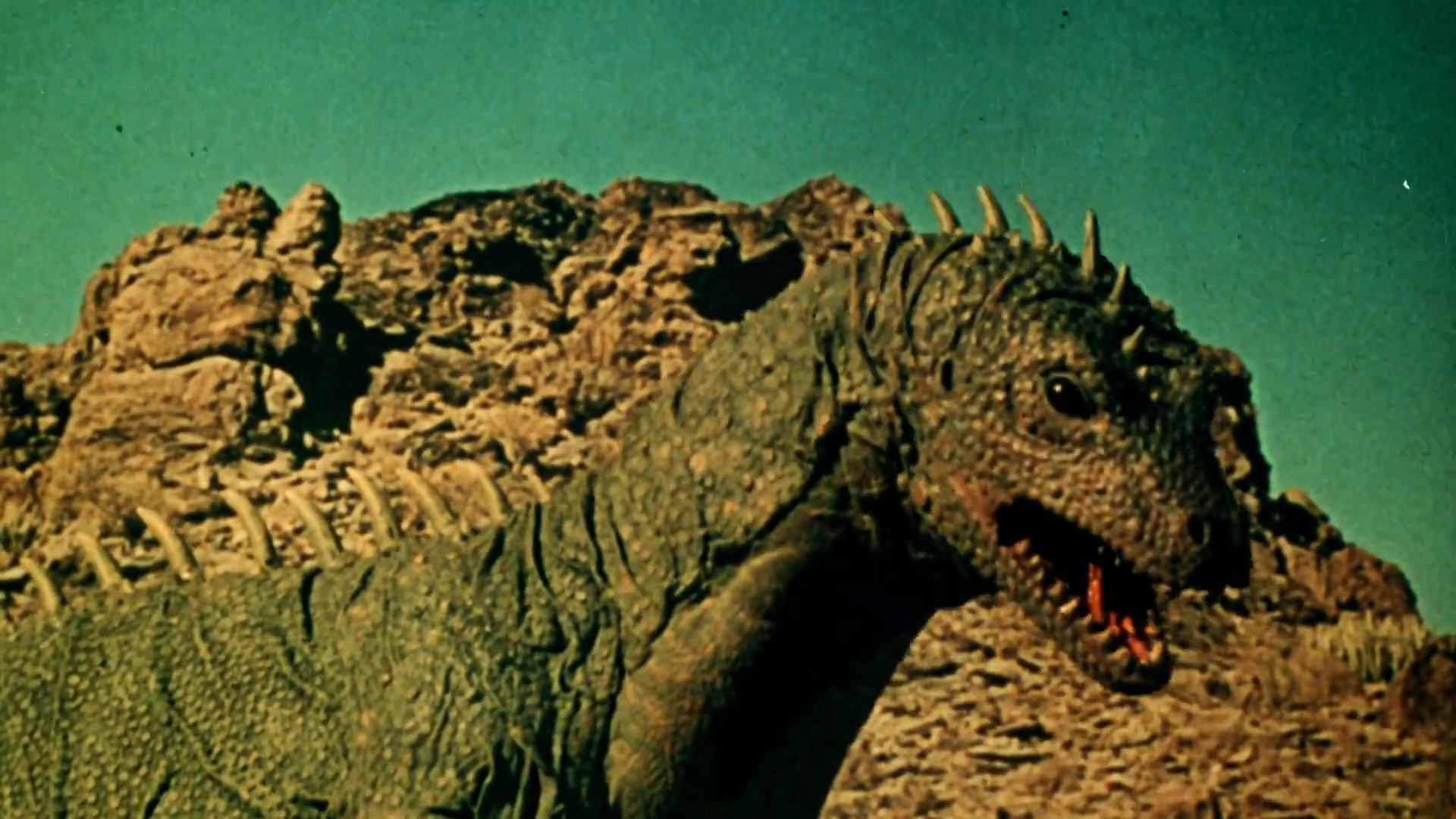
Representación de un megalosaurio
en un fotograma de la película

## Argumento

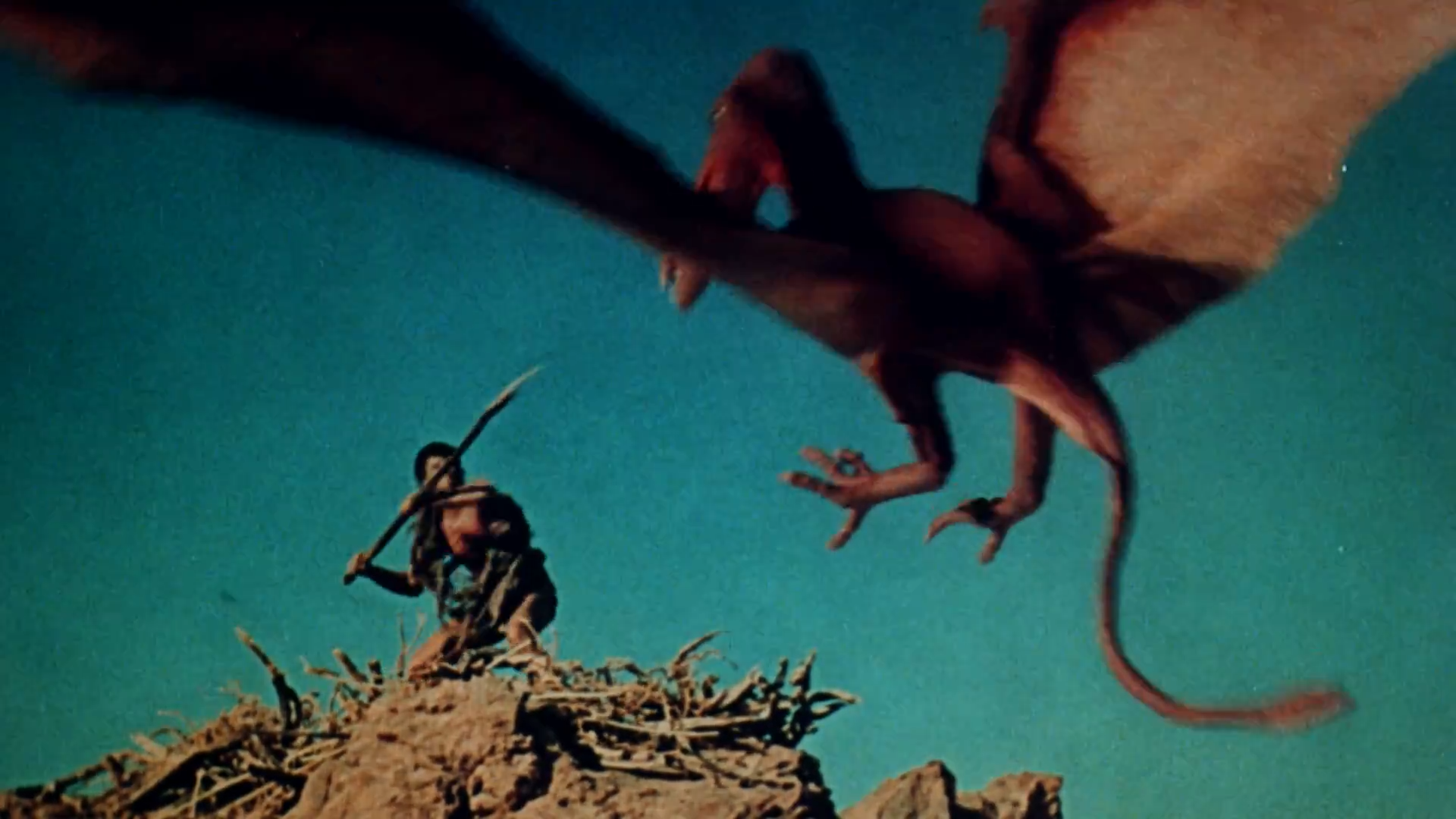
Fotograma de la película en la que se muestra la simulación del combate entre un dinosaurio alado y un ser humano. Los paleontólogos han dicho que los dinosaurios se extinguieron antes de la aparición del primer homínido.

En la "Edad de las Cavernas", la Tierra está dominada por dinosaurios y sufre extraños fenómenos provocados por una luna en formación. Una tribu primitiva que adora al sol prepara el sacrificio de tres  mujeres rubias. Una de ellas, Sanna, cae al agua y logra sobrevivir con la ayuda de Tara, un guerrero de una tribu vecina.
Tara lleva a Sanna con él pero su tribu es atacada por un elasmosaurio, y a esto se suma que la antigua tribu de Sanna sigue empeñada en sacrificarla, por lo que Sanna tiene que huir y está a punto de ser devorada por varios dinosaurios y una planta carnívora. Pero consigue salir ilesa de todos esos peligros y se esconde dentro del huevo de un megalosaurio, que cree a partir de entonces que Sanna es su hija.

## Reparto

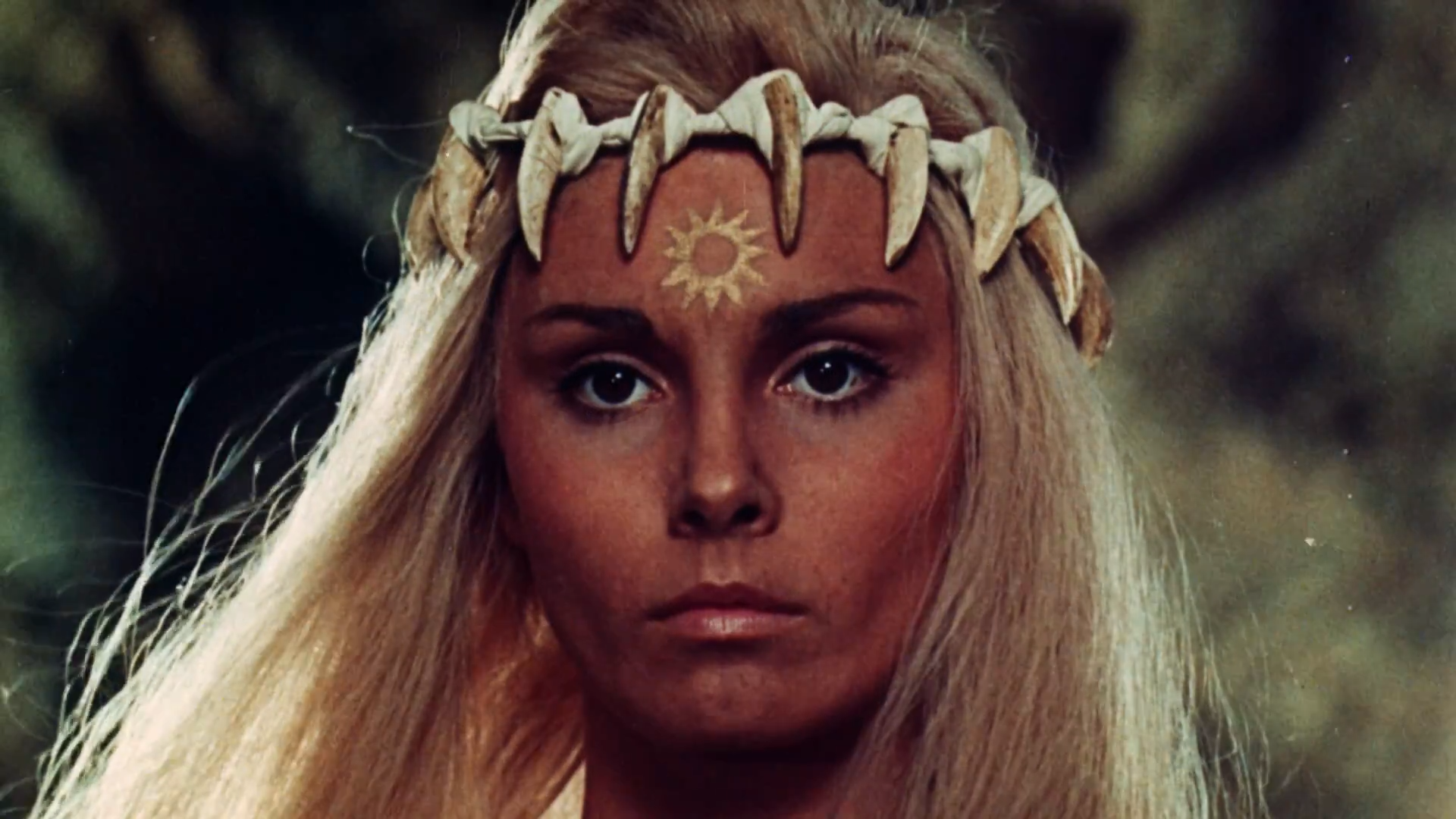
Sanna (Victoria Vetri) en un fotograma
del anuncio de la película

- Victoria Vetri...Sanna
- Robin Hawdon...Tara
- Patrick Allen...Kingsor
- Imogen Hassall...Ayak
- Drewe Henley...Khaku
- Sean Caffrey...Kane
- Magda Konopka...Ulido

## Premios

### Óscar
Fue nominada como los mejores efectos especiales. Los técnicos que trabajaron en la película de Jim Danforth y asistente de David W. Allen y Roger Dickens.